# Eublemma blanca
Eublemma blanca is een vlinder van de familie van de spinneruilen (Erebidae). De wetenschappelijke naam van deze soort is voor het eerst voorgesteld door Michael Fibiger en Albert Legrain in een publicatie uit 2009.
De soort komt voor in de Verenigde Arabische Emiraten, Oman en Jemen.